# Station Ganddal
Station Ganddal is een station in het dorp Ganddal in de gemeente Sandnes in het zuiden van Noorwegen. Het starion ligt aan Sørlandsbanen, maar wordt alleen bediend door de stoptreinen van Jærbanen richting Stavanger en Egersund. In 1924 kreeg het station een tweede verbinding met de opening van Ålgårdbanen een 12 kilometer lange lijn naar Ålgård in de gemeente Gjesdal. Deze zijlijn werd in 1988 weer gesloten.